# 지식의 저주
지식의 저주(curse of knowledge)는 전문성의 저주(curse of expertise) 또는 전문가의 저주(expert's curse)라고도 불리며, 전문 지식을 가진 사람이 다른 사람들도 그 지식을 공유한다고 가정할 때 발생하는 인지 편향이다.
예를 들어, 교실 환경에서 교사들은 학생의 입장에 자신을 두지 못할 경우 어려움을 겪을 수 있다. 지식이 풍부한 교수는 어린 학생이 새로운 과목을 처음 배울 때 겪는 어려움을 더 이상 기억하지 못할 수도 있다. 이러한 지식의 저주는 학생들과 함께 검증된 것이 아닌 교수진에게 최선으로 보이는 것에 기반하여 학생 학습에 대해 생각하는 것의 위험성을 설명한다.

## 개념의 역사
"지식의 저주"라는 용어는 1989년 《Journal of Political Economy》 논문에서 경제학자 콜린 카메러, 조지 로웬스타인, 마틴 웨버에 의해 만들어졌다. 그들의 연구 목적은 "더 많은 정보를 가진 행위자가 덜 정보를 가진 행위자의 판단을 정확히 예측할 수 있다는 비대칭 정보의 그러한 (경제적) 분석에서의 기존 가정"에 대응하는 것이었다.
이러한 연구는 1975년 바루크 피쉬호프가 연구한 사후 확증편향을 바탕으로 하였는데, 사후 확증편향은 특정 사건의 결과를 아는 것이 실제보다 더 예측 가능해 보이게 만드는 인지 편향이다. 피쉬호프가 수행한 연구에 따르면 참가자들은 자신의 결과 지식이 응답에 영향을 미쳤다는 것을 알지 못했고, 알고 있다고 하더라도 편향의 효과를 무시하거나 극복할 수 없었다. 연구 참가자들은 이전의 덜 지식이 있던 정신 상태를 정확히 재구성할 수 없었는데, 이는 지식의 저주와 직접적으로 관련된다. 피쉬호프는 이러한 잘못된 재구성이 참가자가 "지식을 받음으로써 생긴 후견적 정신 상태에 고정되었기" 때문이라고 이론화했다. 이러한 지식의 획득은 카메러, 로웬스타인, 웨버가 제안한 저주의 개념으로 돌아간다. 지식이 있는 사람은 자신이든 다른 사람이든 지식이 없는 사람이 무엇을 생각할지, 또는 어떻게 행동할지를 정확히 재구성할 수 없다. 피쉬호프는 그의 논문에서 덜 지식이 있던 상태의 자신에게 공감하지 못하는 실패를 의문시하고, 사람들이 덜 정보를 가진 다른 사람들의 인식을 재구성하는 데 얼마나 잘 성공하는지가 역사가들과 "모든 인간의 이해"에 중요한 질문이라고 언급한다.
이 연구는 경제학자들인 카메러, 로웬스타인, 웨버로 하여금 개념의 경제적 함의에 집중하고 저주가 경제적 환경에서 자원 배분을 해치는지 의문을 제기하게 했다. 더 많은 정보를 가진 당사자가 거래나 교환에서 손실을 입을 수 있다는 생각은 경제 이론 영역에 도입할 중요한 것으로 여겨졌다. 한 당사자가 다른 당사자보다 덜 아는 상황에 대한 대부분의 이론적 분석은 덜 정보를 가진 당사자가 정보 비대칭을 최소화하기 위해 더 많은 정보를 학습하려고 시도하는 방법에 초점을 맞췄다. 그러나 이러한 분석에서는 더 많은 정보를 가진 당사자들이 실제로는 그럴 수 없음에도 불구하고 정보 비대칭을 최적으로 활용할 수 있다는 가정이 있다. 사람들은 협상 상황에서 그래야 할 때조차 추가적이고 더 나은 정보를 활용할 수 없다.
예를 들어, 두 사람이 돈이나 물자를 나누는 것에 대해 협상하고 있다. 한 당사자는 나누어질 양의 크기를 알 수 있지만 다른 당사자는 그렇지 않을 수 있다. 그러나 그들의 이점을 완전히 활용하기 위해서는 정보를 가진 당사자가 나누어질 물질의 양에 관계없이 동일한 제안을 해야 한다. 하지만 정보를 가진 당사자들은 실제로 나누어질 양이 더 클 때 더 많이 제안한다. 정보를 가진 당사자들은 그래야 할 때조차 더 나은 정보를 무시할 수 없다.

## 실험적 증거
1990년 스탠퍼드 대학교 대학원생 엘리자베스 뉴턴의 실험은 간단한 과제의 결과에서 지식의 저주를 보여주었다. 한 집단의 피험자들은 잘 알려진 노래를 손가락으로 "두드리도록" 요청받았고, 다른 집단은 그 멜로디를 맞히려고 시도했다. "두드리는 사람"들이 "두드린" 노래 중 몇 곡이나 청취자들에게 인식될지 예측하도록 요청받았을 때, 그들은 항상 과대평가했다. 지식의 저주는 여기서 "두드리는 사람"들이 자신이 두드리는 것에 너무 익숙해서 청취자들도 그 곡조를 쉽게 알아챌 것이라고 가정했다는 점에서 입증된다.
예일 대학교 학부생들을 대상으로 한 수잔 버치와 폴 블룸의 연구는 지식의 저주 개념을 사용하여 사건의 결과에 대한 지식이 다른 사람의 행동에 대해 추론하는 사람들의 능력을 손상시킨다는 생각을 설명했다. 참가자가 가진 사건의 그럴듯함에 대한 인식도 편향의 정도를 매개했다. 사건이 덜 그럴듯할 경우, 다른 사람이 행동할 수 있는 방식에 대한 잠재적 설명이 있을 때만큼 지식이 "저주"가 되지 않았다. 그러나 2014년에 수행된 반복 연구에 따르면 이 발견은 큰 표본 크기로 진행된 7개의 실험에서 신뢰할 만하게 재현되지 않았으며, 이 현상의 실제 효과 크기는 원래 발견에서 보고된 것의 절반보다 적었다. 따라서 "성인의 지식의 저주에 대한 그럴듯함의 영향은 실제 관점 수용에 미치는 영향을 재평가해야 할 정도로 충분히 작은 것으로 보인다"고 제시된다.
다른 연구자들은 지식의 저주 편향을 아동과 성인 모두의 잘못된 믿음 추론, 그리고 아동의 마음 이론 발달 어려움과 연결했다.
이 발견과 관련된 것은 몸짓놀이를 하는 사람들이 경험하는 현상이다. 연기자는 자신만 알고 있는 비밀 문구를 몸짓으로 전달하는데, 팀원들이 계속 맞히지 못하는 것을 믿기 어려워하며 좌절할 수 있다.

## 함의
카메러, 로웬스타인, 웨버의 논문에서는 시장 실험과 구조상 가장 가까운 환경이 인수업무라고 언급되는데, 이는 정보를 잘 아는 전문가들이 덜 정보를 가진 대중에게 판매할 상품의 가격을 매기는 업무이다.
투자은행가들은 증권을 평가하고, 전문가들은 치즈를 맛보며, 상점 구매자들은 모델링되는 보석을 관찰하고, 극장 소유자들은 영화가 개봉되기 전에 본다. 그들은 그런 다음 덜 정보를 가진 대중에게 그 상품들을 판매한다. 만약 그들이 지식의 저주를 겪는다면, 고품질 상품은 과대평가되고 저품질 상품은 최적의 이윤 극대화 가격에 비해 과소평가될 것이다; 가격은 정보가 없는 구매자들에게 관찰되지 않는 특성(예: 품질)을 반영할 것이다.
지식의 저주는 이러한 환경에서 역설적인 효과를 갖는다. 더 많은 정보를 가진 행위자들로 하여금 자신의 지식이 다른 사람들과 공유된다고 생각하게 함으로써, 저주는 정보 비대칭(협상 상황에서 더 많은 정보를 가진 당사자가 갖는 이점)으로 인한 비효율성을 완화하는 데 도움이 되어, 결과를 완전한 정보에 더 가깝게 만든다. 그러한 환경에서 개인에 대한 저주는 실제로 사회 복지를 개선할 수 있다("지불한 만큼 얻는다").

## 응용

### 마케팅
경제학자 카메러, 로웬스타인, 웨버는 지식의 저주 현상을 경제학에 최초로 적용하여 더 많은 정보를 가진 행위자가 덜 정보를 가진 행위자의 판단을 정확히 예측할 수 있다는 가정이 본질적으로 참이 아닌 이유와 방법을 설명했다. 그들은 또한 자신의 제품에 대해 더 많은 정보를 가진 판매 담당자들이 실제로는 제품을 판매할 때 덜 정보를 가진 다른 담당자들에 비해 불리할 수 있다는 발견을 뒷받침하고자 했다. 그 이유는 더 많은 정보를 가진 담당자들이 자신이 소유한 특권적 지식을 무시하지 못하여 "저주"에 걸리고 더 순진한 담당자들이 받아들일 만하다고 여길 가치로 제품을 판매할 수 없기 때문이라고 한다.

### 교육
지식의 저주가 교수의 어려움에 기여할 수 있다고 제시되기도 했다. 지식의 저주는 학생들이 검증한 것이 아니라 교사의 관점을 물어봄으로써 학생들이 자료를 어떻게 보고 학습하는지에 대해 생각하는 것이 비효과적일 뿐만 아니라 해로울 수 있음을 의미한다. 교사는 이미 전달하려는 지식을 가지고 있지만, 그 지식이 전달되는 방식이 아직 그 지식을 소유하지 않은 사람들에게 최선이 아닐 수 있다.
전문성의 저주는 새로운 기술을 습득하는 학습자들에게 역효과를 낼 수 있다. 전문가의 예측이 교육 형평성과 훈련뿐만 아니라 젊은이들의 개인적 발전에 영향을 미칠 수 있고, 과학 연구와 중요한 설계 결정에 대한 시간과 자원 배분은 말할 것도 없기 때문에 중요하다. 효과적인 교사들은 사람들이 복잡한 새로운 기술을 배우거나 익숙하지 않은 개념을 이해할 때 직면할 문제와 오해를 예측해야 한다. 이는 또한 교사들이 자신 또는 서로의 편향 사각지대를 인식하는 것을 포함해야 한다.
품질 보증(QA)은 포괄적인 품질 관리 기법을 적용하여 경험의 저주를 우회하는 방법이다. 전문가들은 정의상 기술적으로 잘 정의된 작업에 대해 보수를 받기 때문에 사용된 과정, 전문가의 훈련, 전문가의 직업이나 전문 분야의 정신을 포괄하는 품질 관리 절차가 필요할 수 있다. 일부 전문가들(변호사, 의사 등)은 지속적인 전문성 개발을 수행해야 한다는 요구사항을 포함할 수 있는 면허가 필요하다(즉, 칼리지연합 대학이나 전문 협회에서 발행하는 OPD 학점 취득 - 규범적 안전도 참조).
학문 분야 해독법은 교육 환경에서 지식의 저주에 대처하는 또 다른 방법이다. 지식의 저주로 인한 전문가와 초보자 사고 간의 격차를 좁혀 학생 학습을 증진시키고자 한다. 이 과정은 전문가의 암묵적 지식을 명시적으로 만들고 학생들이 특정 학문 분야에서 성공하기 위해 필요한 정신적 행동을 숙달하도록 돕는 것을 추구한다.

### 학계
학자들은 대개 전문가들의 활동보다 덜 이해되는 연구 개발 활동에 종사하므로, 적절히 자격을 갖춘 다른 개인들의 동료 심사 평가에 자신을 맡긴다.

### 컴퓨터 프로그래밍
컴퓨터 프로그래밍에서도 나타날 수 있는데, 프로그래머가 코드를 작성할 때는 명백해 보이기 때문에 이해할 수 있는 코드, 예를 들어 주석이 달린 코드를 만들지 못한다. 하지만 몇 달 후에는 자신도 그 코드가 왜 존재하는지 전혀 모를 수 있다. 사용자 인터페이스 설계는 소프트웨어 업계의 또 다른 예인데, 소프트웨어 엔지니어들이(소프트웨어가 작성된 영역에 대한 깊은 이해를 가진) 자신들이 이해하고 사용할 수 있는 사용자 인터페이스를 만들지만, 같은 수준의 지식을 소유하지 않은 최종 사용자들은 그 사용자 인터페이스를 사용하고 탐색하기 어려워한다. 이 문제가 소프트웨어 설계에서 너무 널리 퍼져서 "당신은 사용자가 아니다"라는 격언이 사용자 경험 업계에서 유비쿼터스가 되어 실무자들에게 자신의 지식과 직관이 항상 설계 대상인 최종 사용자들의 것과 일치하지 않는다는 것을 상기시킨다.

## 대중문화
경험이 있는 사람들이 겪을 수 있는 어려움은 통찰력 있는 탐정 셜록 홈즈와의 담화에서 왓슨 박사에 의해 허구적으로 예시된다.

## 같이 보기
- 불리한 선택
- 독촉 - 크루거 효과
- 근위 발달 지대